# Mercedes-Benz G-klass (Geländewagen)
Mercedes-Benz G-klass (Geländewagen), en bilmodell från Mercedes-Benz och Steyr-Daimler-Puch
Mercedes-Benz G-klass även känd som Geländewagen presenterades i slutet av 1970-talet och har blivit en populär terrängbil. Geländewagen används av flera försvarsmakter, bland annat den tyska Bundeswehr, svenska Försvarsmakten och österrikiska Bundesheer. I den svenska Försvarsmakten benämns fordonet som Terrängbil 14/15.

## W460
Mercedes-Benz G-klass (Geländewagen) utvecklades gemensamt med Steyr-Daimler-Puch som kallade sin version Puch G. Samarbetet startade 1972 med målet att utveckla en gemensam terrängbil. En av Daimlers ägare vid tiden, Irans shah Mohammad Reza Pahlavi, ville att en terrängbil skulle utvecklas. 1974 kunde den första prototypen börja provköras.
Modellen började tillverkas i Graz 1979. W460 var den första versionen som lanserades våren 1979. Den hade imponerande goda terrängegenskaper.

## Versioner
| Modell | Årsmodell | Motor                     | Cylindervolym | Effekt   | Bränslesystem      | Anm.        |
| ------ | --------- | ------------------------- | ------------- | -------- | ------------------ | ----------- |
| 230 G  | 1979-86   | M115: 4-cyl radmotor och  | 2307 cm³      | 102 hk   | Förgasare          |             |
| 240 GD | 1979-91   | OM616: 4-cyl radmotor ohc | 2404 cm³      | 72 hk    | Dieselmotor        |             |
| 280 GE | 1979-89   | M110: 6-cyl radmotor dohc | 2746 cm³      | 156 hk   | Bränsleinsprutning |             |
| 300 GD | 1979-91   | OM617: 5-cyl radmotor ohc | 2998 cm³      | 80-88 hk | Dieselmotor        |             |
| 230 GE | 1982-89   | M102: 4-cyl radmotor ohc  | 2299 cm³      | 125 hk   | Bränsleinsprutning |             |
| 230 GE | 1985-91   | M102: 4-cyl radmotor ohc  | 2299 cm³      | 122 hk   | Bränsleinsprutning | Katalysator |
| 280 GE | 1985-91   | M110: 6-cyl radmotor dohc | 2746 cm³      | 150 hk   | Bränsleinsprutning | Katalysator |
| 200 GE | 1986-89   | M102: 4-cyl radmotor ohc  | 1997 cm³      | 122 hk   | Bränsleinsprutning |             |
| 200 GE | 1986-91   | M102: 4-cyl radmotor ohc  | 1997 cm³      | 118 hk   | Bränsleinsprutning | Katalysator |
| 230 G  | 1987-91   | M102: 4-cyl radmotor ohc  | 2299 cm³      | 109 hk   | Förgasare          |             |
| 250 GD | 1987-92   | OM602: 5-cyl radmotor ohc | 2497 cm³      | 84 hk    | Dieselmotor        |             |

## W461
W461 avlöste W460 från 1991 och vände sig till den som använde sin Geländewagen som ett kompetent terrängfordon.
Versioner:
| Modell       | Årsmodell | Motor                      | Cylindervolym | Effekt | Bränslesystem           |
| ------------ | --------- | -------------------------- | ------------- | ------ | ----------------------- |
| 230 GE       | 1991-96   | M102: 4-cyl radmotor ohc   | 2299 cm³      | 122 hk | Bränsleinsprutning      |
| 290 GD       | 1991-97   | OM602: 5-cyl radmotor ohc  | 2860 cm³      | 95 hk  | Dieselmotor             |
| 290 GD Turbo | 1997-2001 | OM602: 5-cyl radmotor ohc  | 2874 cm³      | 120 hk | Turbodiesel             |
| G270 CDI     | 2001-06   | OM612: 5-cyl radmotor dohc | 2685 cm³      | 156 hk | Common rail turbodiesel |
| G280 CDI     | 2007-23   | OM642: 6-cyl V-motor dohc  | 2987 cm³      | 184 hk | Common rail turbodiesel |

## W463 (1990-2018 )
1989 introducerade Mercedes en ny variant, W463, för den som använde sin terrängbil till att forcera trottoarkanter i sta'n, snarare än oländig terräng ute i obygden. I W463:an hade man lättat upp den bruksiga exteriören och fräschat upp interiören så att den mer påminde om Mercedes personbilar.
| Modell               | Årsmodell | Motor                      | Cylindervolym | Effekt     | Bränslesystem                  |
| -------------------- | --------- | -------------------------- | ------------- | ---------- | ------------------------------ |
| 200 GE/G200          | 1989-94   | M102: 4-cyl radmotor ohc   | 1997 cm³      | 118 hk     | Bränsleinsprutning             |
| 230 GE/G230          | 1989-94   | M102: 4-cyl radmotor ohc   | 2299 cm³      | 126 hk     | Bränsleinsprutning             |
| 250 GD               | 1989-92   | OM602: 5-cyl radmotor ohc  | 2497 cm³      | 94 hk      | Dieselmotor                    |
| 300 GE/G300          | 1989-96   | M103: 6-cyl radmotor ohc   | 2962 cm³      | 170 hk     | Bränsleinsprutning             |
| 300 GD/G300 D        | 1989-94   | OM603: 6-cyl radmotor ohc  | 2996 cm³      | 113 hk     | Dieselmotor                    |
| 350 GD Turbo/G350 TD | 1991-96   | OM603: 6-cyl radmotor ohc  | 3449 cm³      | 136 hk     | Turbodiesel                    |
| 500 GE               | 1993-94   | M119: 8-cyl V-motor dohc   | 4973 cm³      | 241 hk     | Bränsleinsprutning             |
| G320                 | 1994-2005 | M104: 6-cyl radmotor dohc  | 3199 cm³      | 210-215 hk | Bränsleinsprutning             |
| G36 AMG              | 1994-98   | M104: 6-cyl radmotor dohc  | 3606 cm³      | 272 hk     | Bränsleinsprutning             |
| G300 TD              | 1996-2000 | OM606: 6-cyl radmotor dohc | 2996 cm³      | 177 hk     | Turbodiesel                    |
| G500                 | 1997-2007 | M113: 8-cyl V-motor ohc    | 4966 cm³      | 296 hk     | Bränsleinsprutning             |
| G55 AMG              | 1999-2004 | M113: 8-cyl V-motor ohc    | 5439 cm³      | 354 hk     | Bränsleinsprutning             |
| G400 CDI             | 2000-05   | OM628: 8-cyl V-motor dohc  | 3996 cm³      | 250 hk     | Common rail turbodiesel        |
| G270 CDI             | 2001-05   | OM612: 5-cyl radmotor dohc | 2685 cm³      | 156 hk     | Common rail turbodiesel        |
| G55 AMG              | 2004-12   | M113: 8-cyl V-motor ohc    | 5439 cm³      | 476-507 hk | Bränsleinsprutning, kompressor |
| G320 CDI             | 2006-10   | OM642: 6-cyl V-motor dohc  | 2987 cm³      | 224 hk     | Common rail turbodiesel        |
| G500                 | 2007-15   | M273: 8-cyl V-motor dohc   | 5461 cm³      | 388 hk     | Bränsleinsprutning             |
| G350 CDI             | 2010-18   | OM642: 6-cyl V-motor dohc  | 2987 cm³      | 211-245 hk | Common rail turbodiesel        |
| G63 AMG              | 2012-18   | M157: 8-cyl V-motor dohc   | 5461 cm³      | 544-571 hk | Direktinsprutning, turbo       |
| G65 AMG              | 2012-18   | M279: 12-cyl V-motor dohc  | 5980 cm³      | 612-630 hk | Bränsleinsprutning, turbo      |
| G500                 | 2015-18   | M178: 8-cyl V-motor dohc   | 3982 cm³      | 422 hk     | Direktinsprutning, turbo       |

## W463 (2018-24)
Efter nära 40 år i produktion introduceras en nyutvecklad G-klass på bilsalongen i Detroit i januari 2018. Formgivningen är en ren kopia av föregångaren men den nya bilen är lite större på alla ledder, främst på bredden. Karossen vilar fortfarande på en separat ram men chassit har moderniserats med individuell hjulupphängning fram och kuggstångsstyrning med elservo.
Versioner:
| Modell  | Årsmodell | Motor                      | Cylindervolym | Effekt | Bränsle                    |
| ------- | --------- | -------------------------- | ------------- | ------ | -------------------------- |
| G500    | 2018-24   | M176: 8-cyl V-motor DOHC   | 3982 cm³      | 422 hk | Direktinsprutning, biturbo |
| AMG G63 | 2019-24   | M177: 8-cyl V-motor DOHC   | 3982 cm³      | 585 hk | Direktinsprutning, biturbo |
| G350 d  | 2019-24   | OM656: 6-cyl radmotor DOHC | 2925 cm³      | 286 hk | Common rail turbodiesel    |
| G400 d  | 2020-24   | OM656: 6-cyl radmotor DOHC | 2925 cm³      | 330 hk | Common rail turbodiesel    |

## W464 (2023- )

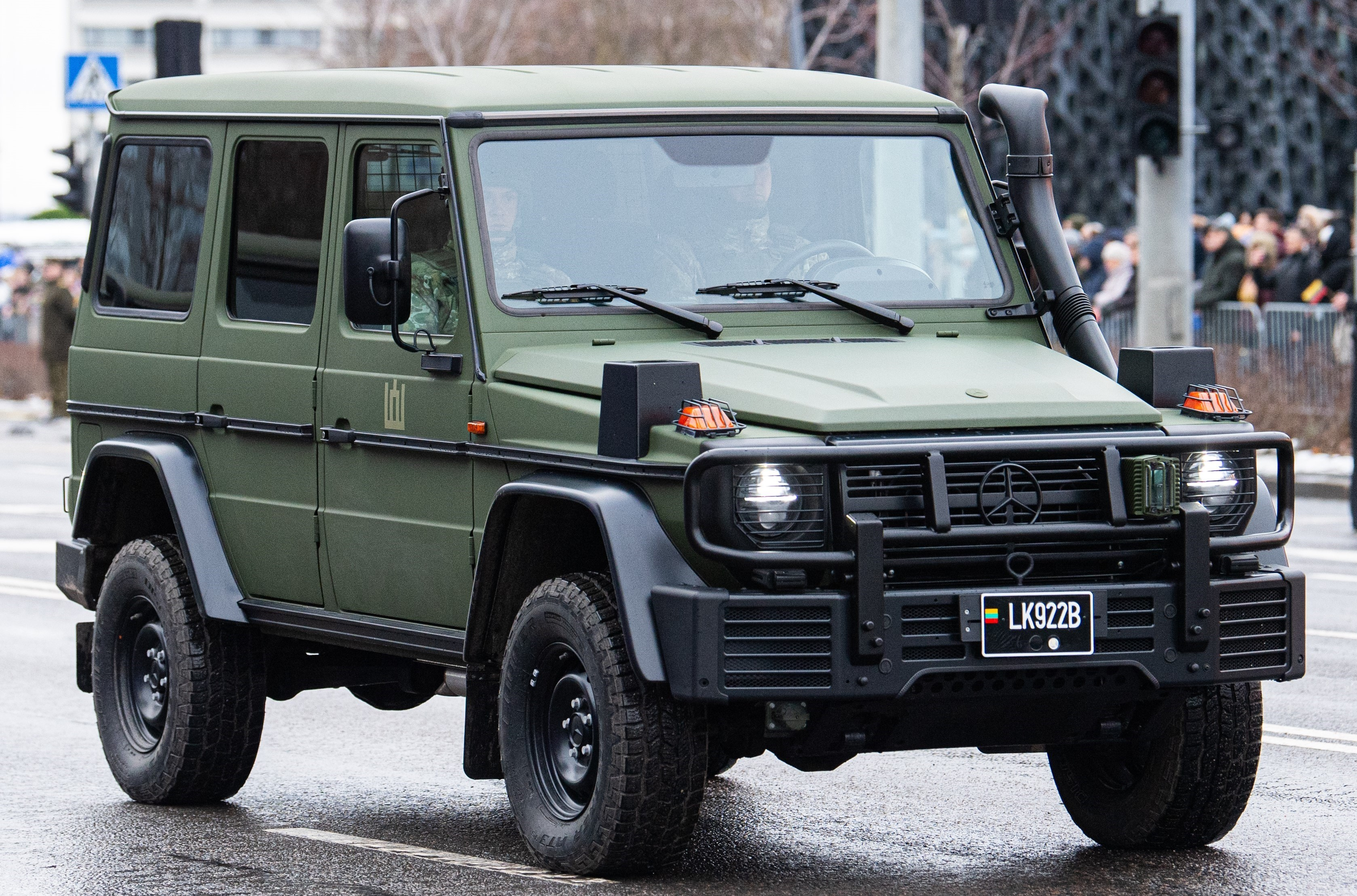

2023 uppdaterades även den professionella utgåvan av G-klass i linje med 2018 års W463. Chassit behåller stela hjulaxlar runt om för bästa terrängegenskaper. Bilen finns både med kombikaross och i rent chassiutförande som kunden själv får bygga på efter behov.
Versioner:
| Modell | Årsmodell | Motor                      | Cylindervolym | Effekt | Bränsle                 |
| ------ | --------- | -------------------------- | ------------- | ------ | ----------------------- |
| G350 d | 2023-     | OM656: 6-cyl radmotor DOHC | 2925 cm³      | 249 hk | Common rail turbodiesel |

## W465 (2024- )
I mars 2024 presenterades en ny generation G-klass med bland annat uppdaterade motorer. Den finns även som ren elbil med en individuell elmotor vid varje hjul.
Versioner:
| Modell  | Årsmodell | Motor                      | Cylindervolym | Effekt | Bränsle                    |
| ------- | --------- | -------------------------- | ------------- | ------ | -------------------------- |
| G450 d  | 2024-     | OM656: 6-cyl radmotor DOHC | 2989 cm³      | 367 hk | Common rail turbodiesel    |
| G500    | 2024-     | M256: 6-cyl radmotor DOHC  | 2999 cm³      | 450 hk | Direktinsprutning, biturbo |
| AMG G63 | 2024-     | M177: 8-cyl V-motor DOHC   | 3982 cm³      | 585 hk | Direktinsprutning, biturbo |
| G580 EQ | 2024-     | 4 st elmotorer             |               | 587 hk |                            |

## Bilder

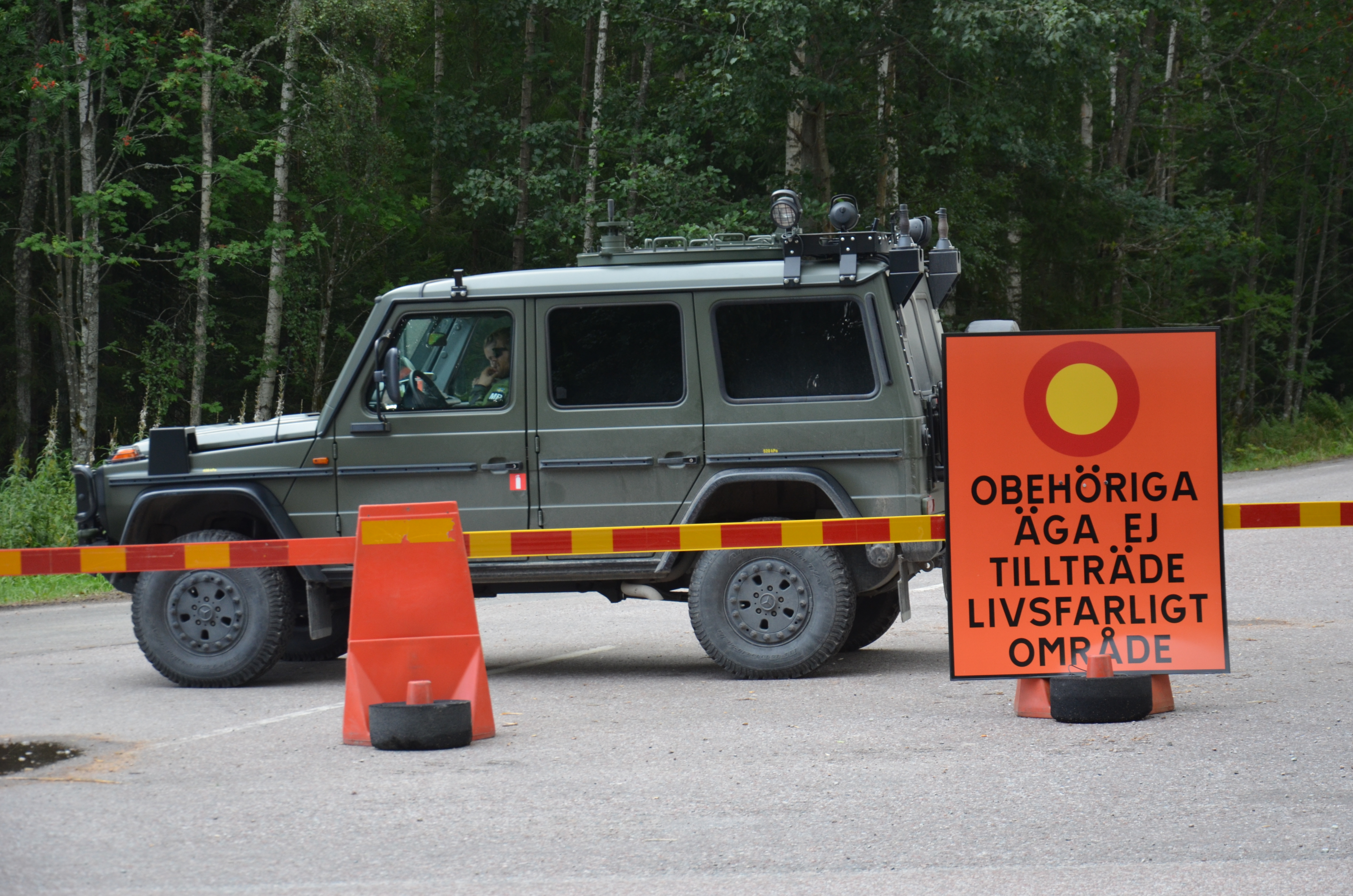
Militär Geländewagen vid skogsbranden i Västmanland 2014
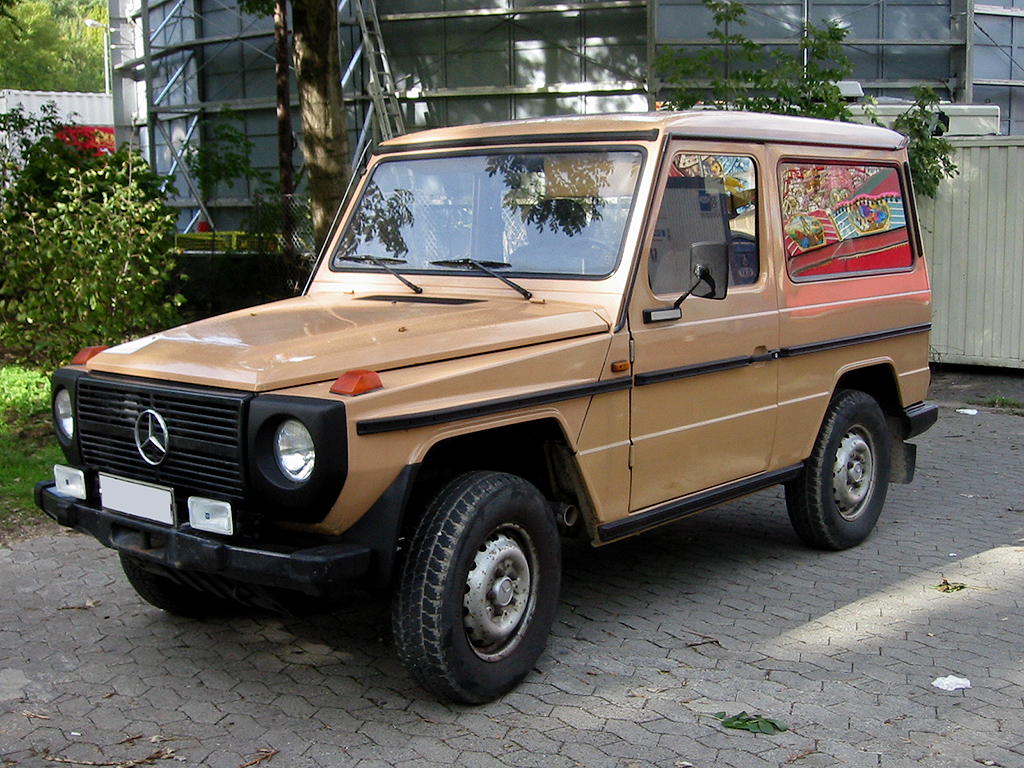
W461
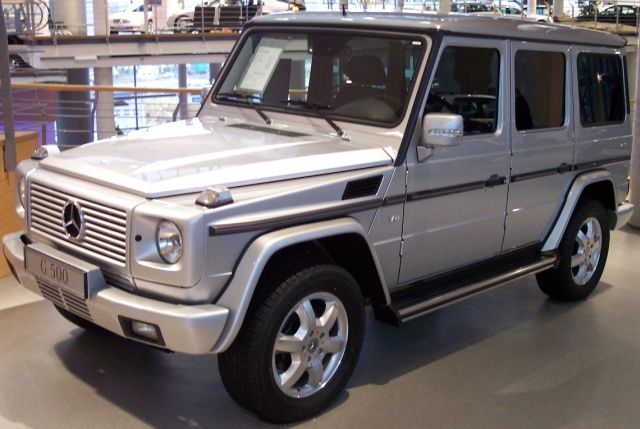
W463
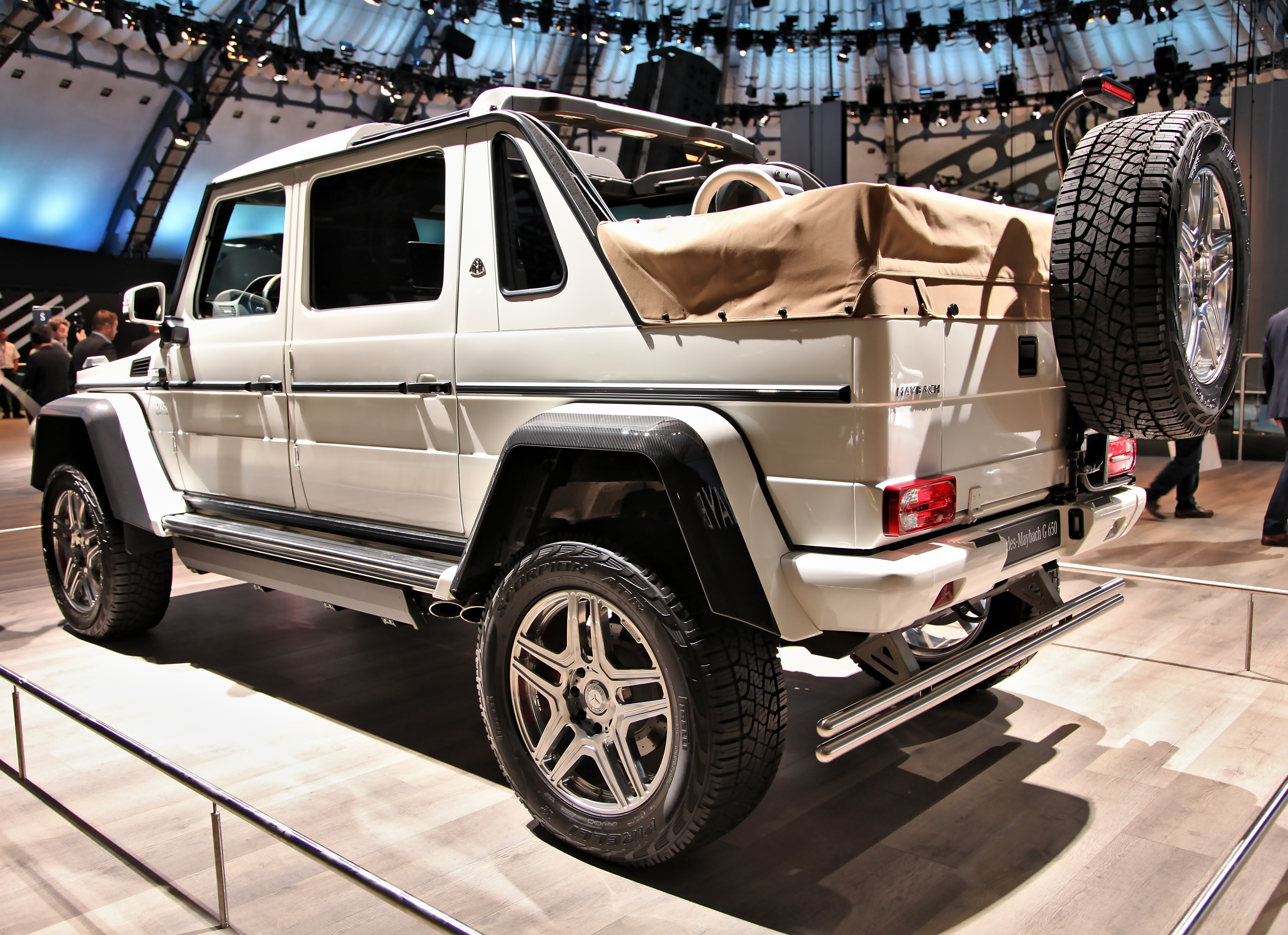
Mercedes-Maybach G650 Landaulet
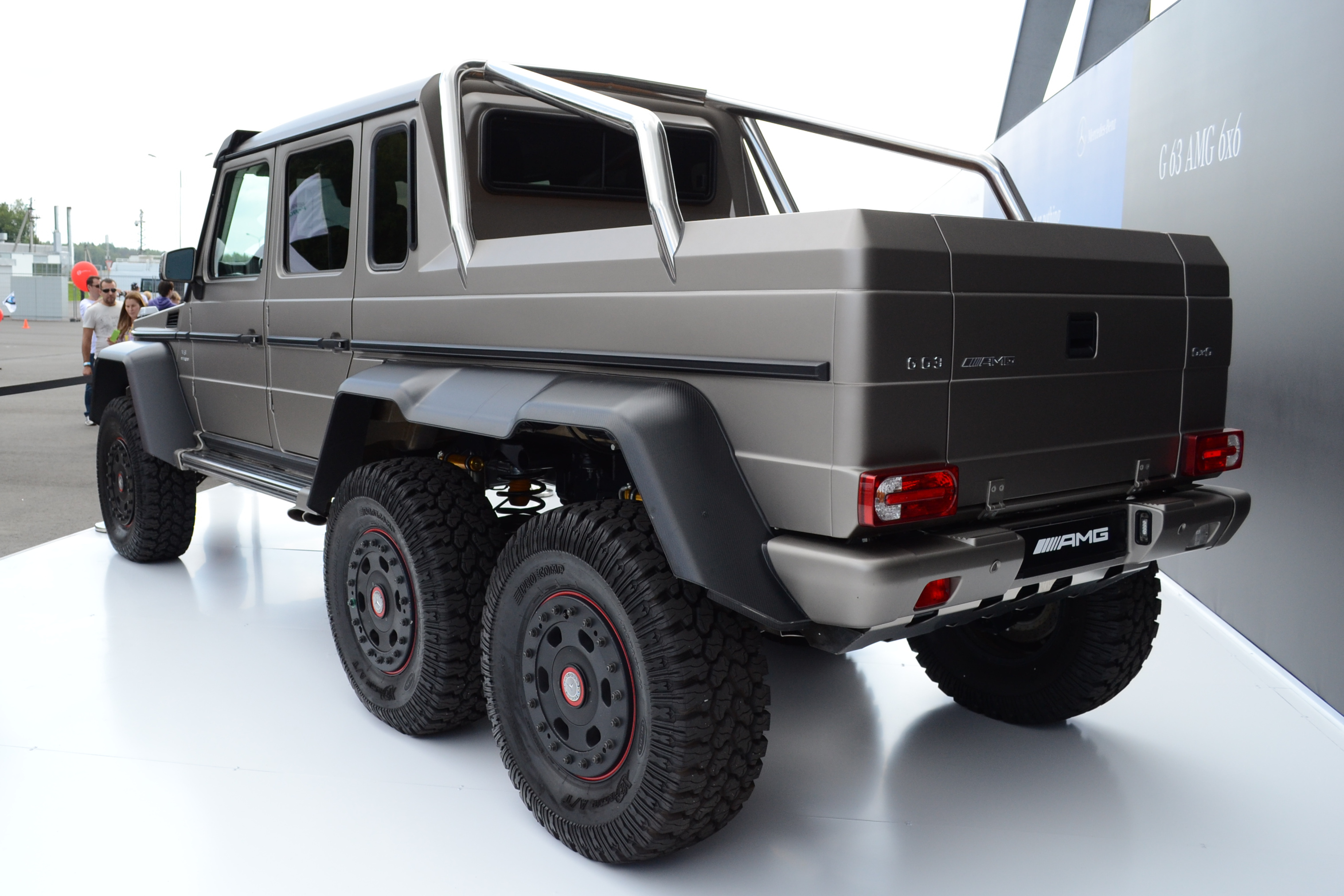
Mercedes-Benz W463 G 63 AMG 6x6